# Nemo Mettler
Nemo Mettler   (Biel/Bienne, 3 d'agost de 1999), a qui es coneix pel monònim Nemo, és una persona multiinstrumentista, rapera i cantant suïssa. El 2024, va guanyar el Festival de la Cançó d'Eurovisió en representació de Suïssa i es va convertir en la primera persona no-binària a aconseguir-ho.
Des de la infantesa, ha tocat el violí, la bateria i el piano. A 13 anys, es va iniciar en el món del teatre musical i passats dos anys, va treure el primer EP de la seva carrera. El 2017, quan tenia 18 anys, el seu senzill «Du» va posicionar-se com el quart més escoltat del país, i Mettler va guanyar cinc premis en els Swiss Music Awards. El 2021, va participar en el programa de televisió The Masked Singer Switzerland.

## Vida personal
El 2021, es va mudar a Berlín i es va declarar públicament pansexual. El novembre del 2023, va sortir de l'armari com a persona no-binària en una entrevista al mitjà suís SonntagsZeitung i va fer públic que preferia que s'hi referissin pel nom de pila o, si no, en anglès, pel pronom neutre they/them.

## Discografia

### EPs (Extended Play)
| Títol                | Detalls                                                                                              | Posicions màximes dels gràfics | Posicions màximes dels gràfics |
| Títol                | Detalls                                                                                              | SWI                            |                                |
| -------------------- | --- | ------------------------------ | ------------------------------ |
| Clownfish            | - Publicació: 13 de juny de 2015 - Etiqueta: autoeditada - Formats: Descàrrega digital, streaming    | 95                             |                                |
| Momänt-Kids          | - Publicació: 21 d'octubre de 2017 - Segell: Bakara Music - Formats: Descàrrega digital, streaming   | —                              |                                |
| Fundbüro             | - Publicació: 17 de novembre de 2017 - Segell: Bakara Music - Formats: Descàrrega digital, streaming | —                              |                                |
| Whatever Feels Right | - Publicat: 9 de setembre de 2022 - Etiqueta: autoeditada - Formats: Descàrrega digital, streaming   | —                              |                                |

### Senzills

#### Com a artista principal
| Títol                 | Curs | Posicions màximes dels gràfics | Àlbum o EP          |
| Títol                 | Curs | SWI                            | Àlbum o EP          |
| --------------------- | ---- | ------------------------------ | ------------------- |
| "Himalaya"            | 2016 | 27                             | Momänt-Kids         |
| "Style"               | 2017 | —                              | Single sense àlbum  |
| "Du"                  | 2017 | 4                              | Fundbüro            |
| "Usserirdisch"        | 2017 | 64                             | Fundbüro            |
| "Crush uf di"         | 2018 | 77                             | Sengles sense àlbum |
| "5i uf de Uhr"        | 2019 | 31                             | Sengles sense àlbum |
| "365"                 | 2019 | —                              | Sengles sense àlbum |
| "Girl us mire City"   | 2019 | —                              | Sengles sense àlbum |
| "Dance With Me"       | 2020 | —                              | Sengles sense àlbum |
| "Video Games"         | 2020 | —                              | Sengles sense àlbum |
| "Hailey"              | 2021 | —                              | Taronja i Blau      |
| "Certified Pop Queen" | 2021 | —                              | Sengles sense àlbum |
| " Chleiderchäschtli"  | 2021 | —                              | Sengles sense àlbum |
| "Lonely Af"           | 2022 | —                              | El que se senti bé  |
| "Own Sh¡t"            | 2022 | —                              | El que se senti bé  |
| "F*ck Love"           | 2022 | —                              | El que se senti bé  |
| "Be like You"         | 2022 | —                              | El que se senti bé  |
| "This Body"           | 2023 | —                              | Sengles sense àlbum |
| "Falling Again"       | 2024 | —                              | Sengles sense àlbum |
| "The Code"            | 2024 | —                              | Sengles sense àlbum |

#### Altres cançons classificades
| Títol        | Curs | Posicions màximes dels gràfics | Àlbum o EP  |
| Títol        | Curs | SWI                            | Àlbum o EP  |
| ------------ | ---- | ------------------------------ | ----------- |
| "Ke bock"    | 2017 | 31                             | Momänt-Kids |
| "Kunstwärch" | 2017 | 90                             | Fundbüro    |

#### Com a artista destacat
| Títol     | Curs | Àlbum o EP     |
| --------- | ---- | -------------- |
| "Sheriff" | 2016 | Sexe i Röschti |
| "Singer"  | 2017 | Pfingstweid    |
| "Legend"  | 2019 | Sincerement    |

## Premis i assoliments
| Premi              | Curs | Categoria                       | Nominat       | Resultat   |
| ------------------ | ---- | ------------------------------- | ------------- | ---------- |
| Energy Star Night  | 2017 | Premi Energy Music              | Ells mateixos | Va guanyar |
| Prix Walo          | 2017 | Millor nouvingut                | Ells mateixos | Va guanyar |
| Swiss Music Awards | 2017 | Millor Talent                   | Ells mateixos | Va guanyar |
| Swiss Music Awards | 2018 | Millor Acte en solitari masculí | Ells mateixos | Va guanyar |
| Swiss Music Awards | 2018 | Millor acte de trencament       | Ells mateixos | Va guanyar |
| Swiss Music Awards | 2018 | Millor Acte en Viu              | Ells mateixos | Va guanyar |
| Swiss Music Awards | 2018 | Millor èxit                     | "Du"          | Va guanyar |